# Neustädter Bucht

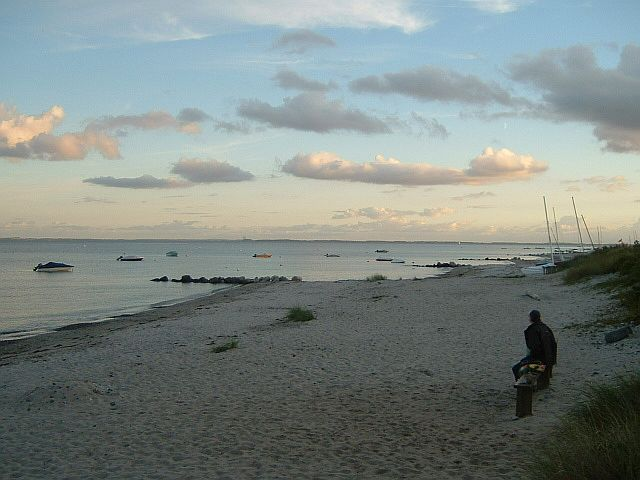
Vy över bukten

Neustädter Bucht är en bukt i Lübeckbukten vilket också är en bukt. 
Bukten sträcker sig ifrån orten Sierksdorf till orten Pelzerhaken. 
I bukten hände en av den största fartygskatastrofen som har skett i modern tid, då fartyget Cap Arcona sänktes under andra världskrigets slutskede. Endast Wilhelm Gustloff-sänkningen har orsakat fler dödsoffer.